# Uvalde
Uvalde es una ciudad ubicada en el condado de Uvalde en el estado estadounidense de Texas. En el Censo de 2020 tenía una población de 21 950 habitantes y una densidad poblacional de 1106,91 personas por km².

## Geografía
Uvalde está 95 km al noreste del puesto fronterizo con México en Eagle Pass. Se encuentra ubicada en las coordenadas 29°12′55″N 99°46′38″O / 29.21528, -99.77722. Según la Oficina del Censo de los Estados Unidos, Uvalde tiene una superficie total de 19.83 km², de la cual 19.82 km² corresponden a tierra firme y 0.02 km² (0.09 %) es agua.

## Historia
Uvalde fue fundada por Reading Wood Black en 1853 como el pueblo de Encina. En 1856, cuando se organizó el condado, la ciudad pasó a llamarse Uvalde en honor al gobernador español Juan de Ugalde (Cádiz, Andalucía, 1729-1816) y fue elegida sede del condado. Es el límite sur de Texas Hill Country y es parte del sur de Texas.  
Uvalde es conocida por su producción, que data de la década de 1870, de miel de huajillo (también deletreada guajillo), una miel suave y de color claro.
Uvalde, junto con San Antonio, Carrizo Springs, Crystal City y Corpus Christi, fue una parada importante en el extinto ferrocarril San Antonio, Uvalde and Gulf Railroad, que operó desde 1909 hasta que se fusionó con el Missouri Pacific Railroad en 1956. Desde 1909 hasta 1912, el SAU&G era conocido como el Crystal City and Uvalde Railroad. La ruta de carga de San Antonio a Corpus Christi ahora está dentro del sistema ferroviario Union Pacific.
En 1969 el célebre actor Matthew McConaughey nació en esta ciudad.

### Masacre en la Escuela Primaria Robb
El 24 de mayo de 2022 tuvo lugar una masacre en la escuela primaria Robb Elementary School cuando Salvador Ramos, un adolescente del pueblo y exalumno de dicha escuela de 18 años, terminó con las vidas de diecinueve niños y dos profesoras. El perpetrador falleció abatido por la policía en el lugar.

## Demografía

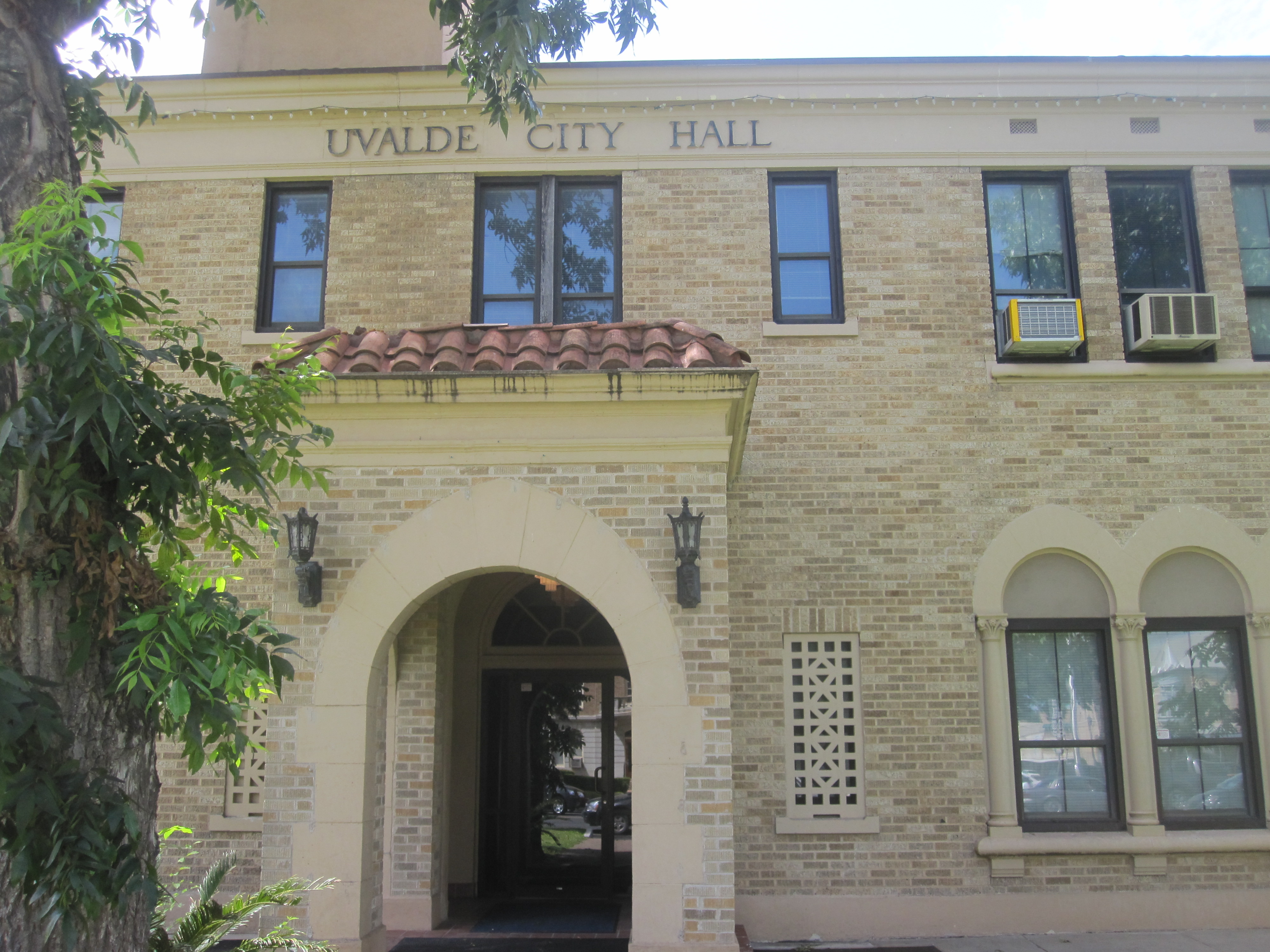
Ayuntamiento de Uvalde

Según el censo de 2010, había 15 751 personas residiendo en Uvalde. La densidad de población era de 794,14 hab./km². De los 15 751 habitantes, Uvalde estaba compuesto por el 77.96 % blancos, el 0.82 % eran afroamericanos, el 0.48 % eran amerindios, el 0.66 % eran asiáticos, el 0.01 % eran isleños del Pacífico, el 17.38 % eran de otras razas y el 2.7 % pertenecían a dos o más razas. Del total de la población el 78.38 % eran hispanos o latinos de cualquier raza.

## Educación
El Distrito Escolar Independiente y Consolidado de Uvalde gestiona seis escuelas en Uvalde: cuatro escuelas primarias, Morales Junior High School (escuela media), y Uvalde High School (escuela preparatoria).